# Pikk tänav
Pikk tänav, "Långgatan", är en gata i Estlands huvudstad Tallinn, belägen i Gamla staden i den administrativa stadsdelen Kesklinn. Gatan är 723 meter lång och går i sydväst-nordostlig riktning genom innerstaden, från porttornet över Pikk jalg vid foten av Domberget till Stora strandporten i Tallinns stadsmur.
Gatan och dess bebyggelse omnämns första gången 1362 som Strantstrate och 1367 som Longa strate, Longa platea, Longa rega. Gatan var tillsammans med parallelgatan Lai tänav ("Breda gatan") en av de viktigaste genomfartsgatorna genom staden under medeltiden och sammanband innerstadens centrala delar och Domberget med den dåvarande hamnen vid Tallinnbukten.
Vid Pikk tänav ligger bland annat det von Rosenska palatset som idag är Sveriges ambassad i Tallinn, Svarthuvudbrödernas hus, Olavikyrkan och Estlands sjöfartsmuseum.